# سوساکه تاکاتانی
سوساکه تاکاتانی (به ژاپنی: 高谷 惣亮) زاده ۵ آوریل ۱۹۸۹ است. او کشتی‌گیر کشور ژاپن است.از افتخارات وی می‌توان به کسب مدال نقره وزن ۷۴ کیلوگرم در مسابقات قهرمانی کشتی جهان ۲۰۱۴ اشاره کرد. وی سابقه حضور در المپیک ۲۰۱۲ لندن و المپیک ۲۰۱۶ ریو و المپیک ۲۰۲۰ توکیو را دارد.